# Порожний рейс
«Поро́жний рейс» — советский чёрно-белый художественный фильм, поставленный на киностудии «Ленфильм» в 1962 году режиссёром Владимиром Венгеровым. Картина создана по сюжету одноимённого рассказа Сергея Антонова.
Премьера фильма в СССР состоялась 11 февраля 1963 года.

## Сюжет
Молодой, начинающий московский журналист Павел Сироткин (Демьяненко) получает задание редакции написать статью о водителе северного леспромхоза, передовом труженике Николае Хромове (Юматов).
Попав в суровые зимние условия труда и быта, Сироткин совершенно случайно сталкивается сначала просто с негативными явлениями, а потом и откровенными махинациями в работе леспромхоза. Передовик Хромов оказывается изобретательным делягой, ловко манипулирующим учётом пробега, а директор предприятия Аким Севастьянович (Папанов) — хитрым и изворотливым начальником, для которого выполнение плана любой ценой является принципом руководства. Журналист находится перед выбором — точное исполнение задания редакции или жёсткая принципиальность честного человека.
Собрав достаточно фактов о корыстной деятельности некоторых работников леспромхоза, которых достаточно для разоблачительной и разгромной статьи, Сироткин ставит об этом в известность Акима Севастьяновича. Директор леспромхоза пытается разубедить Павла в его выводах. Когда это не получается, он даёт задание Хромову отвезти Сироткина на машине в райцентр, намекая на заинтересованность в исчезновении журналиста.
Кажется, судьба даёт Хромову шанс безнаказанно похоронить все доказательства его неблаговидных поступков. Можно просто бросить неопытного городского жителя в заснеженной тайге вдалеке от населённых пунктов и дать ему замёрзнуть. Моральное противостояние журналиста и шофёра приближается к критическому. Но в пути грузовик из-за поломки неожиданно теряет весь бензин и останавливается посреди замёрзшей реки и бескрайней равнины. Проходит короткий день, начинается пурга и приближается долгая ночь, температура опускается до 40 градусов мороза. Хромов и Сироткин оказываются перед перспективой: замёрзнуть раньше, чем их найдут, или выжить любой ценой. И в этой ситуации проявляются истинные психологические и человеческие качества каждого из мужчин.

## В ролях
- Георгий Юматов — Николай Хромов, шофёр
- Александр Демьяненко — Павел Николаевич Сироткин, журналист
- Тамара Сёмина — Арина Семёновна, учётчица в леспромхозе
- Анатолий Папанов — Аким Севастьянович, директор леспромхоза
- Герман Качин — Виктор Крюков, шофёр
- Светлана Харитонова — Тоня Крюкова, жена Виктора
- Борис Чирков — дед-дежурный на аэродроме

## Съёмочная группа
- Сценарий — Сергей Антонов
- Постановка — Владимир Венгеров
- Главный оператор — Генрих Маранджян
- Художник — Виктор Волин
- Режиссёр — Иосиф Шапиро
- Композитор — Исаак Шварц
- Звукооператор — Евгений Нестеров
- Сергей Иванов
- Художник-гримёр — Г. Павлов
- Художник по костюмам — Виля Рахматуллина
- Комбинированные съёмки:
  - Оператор — Михаил Покровский
  - Художник — А. Сидоров
- Монтажёр — Стэра Горакова
- Редактор — Светлана Пономаренко
- Оркестр Ленинградской государственной филармонии
  - Дирижёр — Арвид Янсонс
- Директор картины — И. Гольдин

## Награды
- 1963 — III Московский кинофестиваль, серебряная премия.